# دودمان چین
سلسلهٔ چین (چینی:秦朝) همچنین با عنوان دودمان کین، پس از دودمان ژو و پیش از دودمان هان از سال ۲۲۱ تا ۲۰۶ پیش از میلاد در چین فرمان راند. این سلسله تنها دو شاه دارد و کوتاه‌ترین سلسلهٔ تاریخ چین است. یکپارچگی سرزمینی چین در سال ۲۲۱ پیش از میلاد در زمان فرمانروایی چین شی هوانگ رخ داد؛ این پادشاهی تا زمان آخرین امپراتوری در چین یعنی دودمان چینگ ادامه یافت. تائوئیسم و کنفوسیانیسم ادیان غالب مردم در زمان دودمان چین چائو بود. نخست‌وزیر نامدار این امپراتوری لی سی بود.